# Kissing Me
「Kissing Me」（キッスィング・ミー）は、JYONGRIの4thシングル。

## 概要
- 恋人同士がキスをしている真っ最中を歌ったアップテンポ曲である。
- 「〜約束〜」で広く大衆に認知した波及により[要出典]、オリコンでは自己最高位の11位を獲得した。

## 収録曲
全作詞･作曲: JYONGRI
1. Kissing Me
  - 編曲: Jeeve
2. You're the One
  - 編曲: 鳥山雄司
3. Lullaby For You -English Version-
4. Kissing Me -Instrumental-
5. You're the One -Instrumental-

## 解説
Kissing Me
- PVでは赤いピアノを演奏しながら歌っている。

## タイアップ
タイアップ一覧を参照。